# Jasar Takak
Jasar Takak ('s-Hertogenbosch, 4 marzo 1982) è un ex calciatore olandese, di ruolo centrocampista.

## Carriera

### Club
Ha giocato nella massima serie dei campionati olandese e bulgaro.